# Frontière entre la Papouasie-Nouvelle-Guinée et les Îles Salomon
La frontière entre la Papouasie-Nouvelle-Guinée et les Îles Salomon est intégralement maritime, dans l'océan Pacifique, et sépare les Îles Salomon de la Papouasie-Nouvelle-Guinée.
Un traité signé le 25 janvier 1989 prévoit une limite de 12 segments d'environ 1 000 nm de longueur délimitant leurs mers territoriales respectives mais celui-ci n'est pas ratifié. La ligne de base de l'archipel de Papouasie-Nouvelle-Guinée ne répond pas aux exigences de la Convention des Nations unies sur le droit de la mer car le contour ne rejoint pas les points ultrapériphériques de toutes les îles ultrapériphériques de l'archipel (article 47.1), et certains segments dépassent la longueur maximale autorisée de 125 nm (article 47.2).
La frontière passe au milieu du Détroit de Bougainville dans l'archipel des Salomon séparant Bougainville (île) des Îles Green. La frontière, au cœur de la Mer des Salomon, est définie à partir des îles situées à l'extrémité orientale de l'île de Nouvelle-Guinée telles les îles Woodlark ou les Louisiades. Au Nord, la frontière sépare Nukumanu de l'atoll solomonien d'Ontong Java distant de 38 km.
La frontière Sud se termine par un tripoint Papouasie-Nouvelle-Guinée - Australie - Salomon. Au Nord, il existe une zone au delà des 200 nm dans les eaux internationales qui pourrait faire l'objet d'une demande d'extension du plateau continental.